# 1745 au Canada
Pour un article plus général, voir Chronologie du Canada.
Cet article traite des événements qui se sont produits durant l'année 1745 au Canada.

## Événements

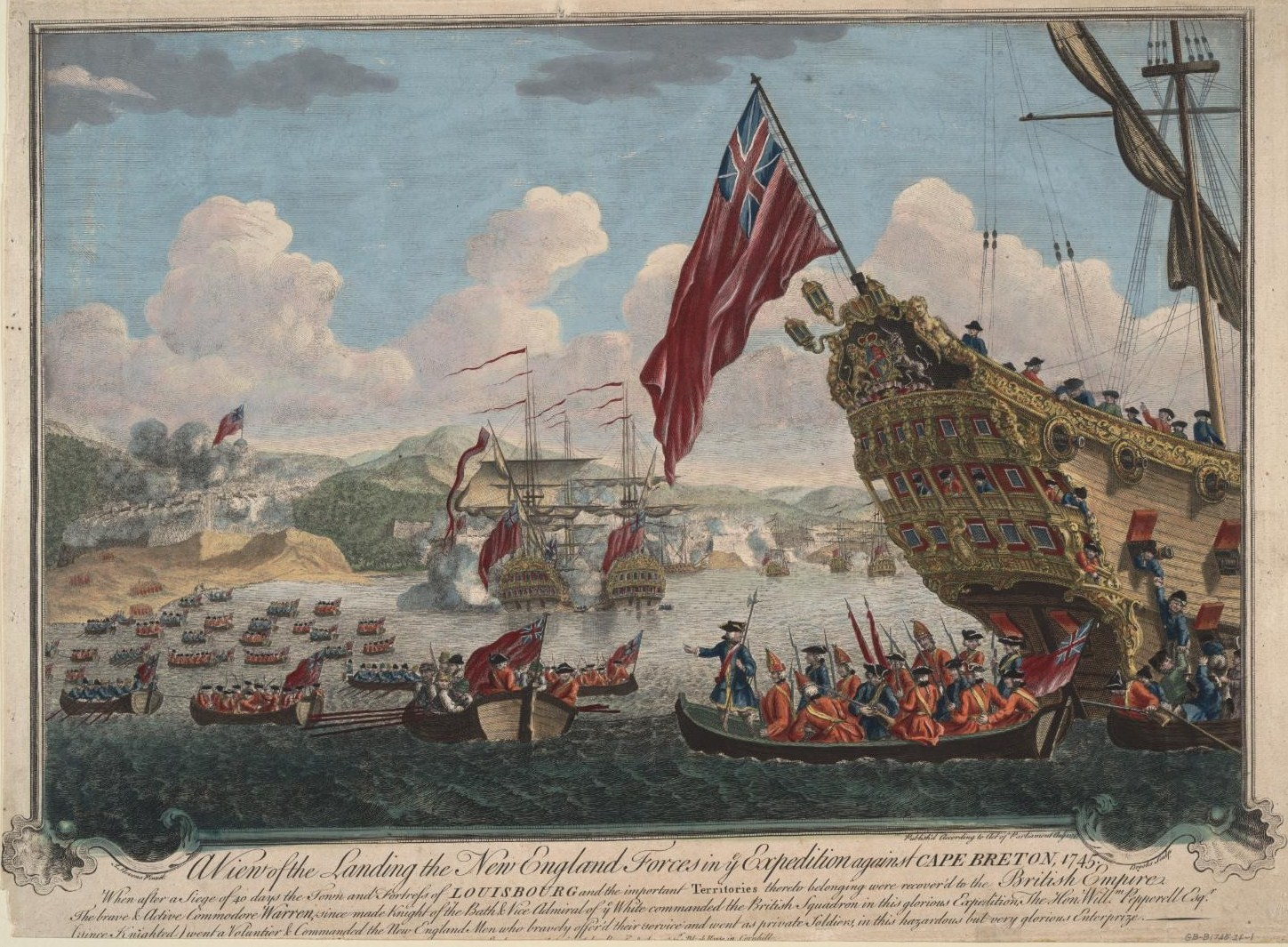
Vue du débarquement anglais pour l'attaque de Louisbourg

- 2 mai - 10 mai, troisième Guerre intercoloniale : siège de Port-Toulouse[1]. Cette place française est prise par les Anglais dirigés par William Pepperrell.
- 11 mai - 27 juin (30 avril-16 juin du calendrier julien) : siège et prise de la forteresse de Louisbourg par les Britanniques[2]. Pierre Morpain assurait la défense du côté français tandis que William Pepperrell commandait du côté anglais.
- 13 mai-4 juin (2 au 23 mai du calendrier julien[3]) : des français dirigés par Paul Marin de la Malgue et des Micmacs font le siège d'Annapolis Royal. Les Français demandés en renfort pour la défense de Louisbourg abandonnent ce siège[4].
- 26 juin (15 juin du calendrier julien) : bataille navale de Tatamagouche. Les navires anglais commandés par le capitaine David Donahew emportent la victoire sur des navires français de Paul Marin de la Malgue arrivant en renfort à Louisbourg[5].

- Juillet : après la prise de Louisbourg, les Anglais envoient une expédition pour détruire les principaux établissement l'Île Saint-Jean. Ils attaquent Trois-Rivières, colonie fondée par Jean Pierre Roma qui doit fuir avec sa famille, et Port-LaJoye. Les vingt soldats de la garnison de Port-LaJoye sous le commandement de Joseph Du Pont Duvivier se retirent dans les bois et partent plus tard pour Québec[6].
- 28 novembre : une troupe française mené par Paul Marin de la Malgue effectue un Raid sur Saratoga. Victoire française[7].

- Début des travaux pour refaire les fortifications de Québec en maçonnerie sous la direction de Gaspard-Joseph Chaussegros de Léry[8].
- Le Château Ramezay à Montréal devient la propriété de la Compagnie des Indes.

## Naissances
- Février : Samuel Hearne, explorateur († novembre 1792).
- 27 mars : Gabriel-Elzéar Taschereau, politicien († 18 septembre 1809).

- James Monk, juge au Bas-Canada († 18 novembre 1826).
- John Plaw, architecte († 24 mai 1820).
- Adam Lymburner, marchand et politicien († 10 janvier 1836).

## Décès
- 12 mai : Jacques de Noyon, coureur des bois (° 12 février 1668).
- Joseph La France, trappeur et explorateur (° 1707).